# Pelko
Pelko je priimek več znanih Slovencev:
- Anton Pelko, šahist
- Janez Pelko (*1968), fotograf inovator, gorski kolesar
- Jure Pelko (*1990), košarkar
- Maša Pelko (*1992), režiserka, dramatičarka
- Stojan Pelko (*1964), filmski publicist, teoretik in scenarist
- Zvone Pelko, oblikovalec in fotograf
- Žan Pelko (*1990), nogometaš